# Dutch Birding (журнал)
Dutch Birding (рус. «Голландская птица») — международный научный орнитологический журнал о палеарктической орнитофауне.
Издаётся Нидерландской орнитологической ассоциацией с 1979 года в английской и голландской версиях.
Журнал рассчитан на орнитологов, которых интересуют птицы Нидерландов, Бельгии, Западной Европы, Западной Палеарктики, в целом, а также Азиатско-Тихоокеанского региона и других областей Земли.
Содержание: популяризация знаний о птицах, в том числе, редких, а также их систематика, таксономия и другое.
С 1991 года журнал «Dutch Birding» выходит 1 раз в 2 месяца. Годовое число страниц составляет около 400.